# Margot (trobera)
Margot (s. XIII) va ser una trobera d'Arras, a Picardia, França. Un dels seus treballs existents és jeu parti, una cançó de conversa, en què estableix un debat amb Maroie. Aquesta cançó, "Je vous pri, dame Maroie", es conserva en dos manuscrits amb melodies separades i no relacionades. En un altre jeu parti, ella és la jutge, oposant-se a Jehan le Cuvelier d'Arras i Jehan Bretel. Està catalogada com a membre del Puy d'Arras.